# P.V. Plas

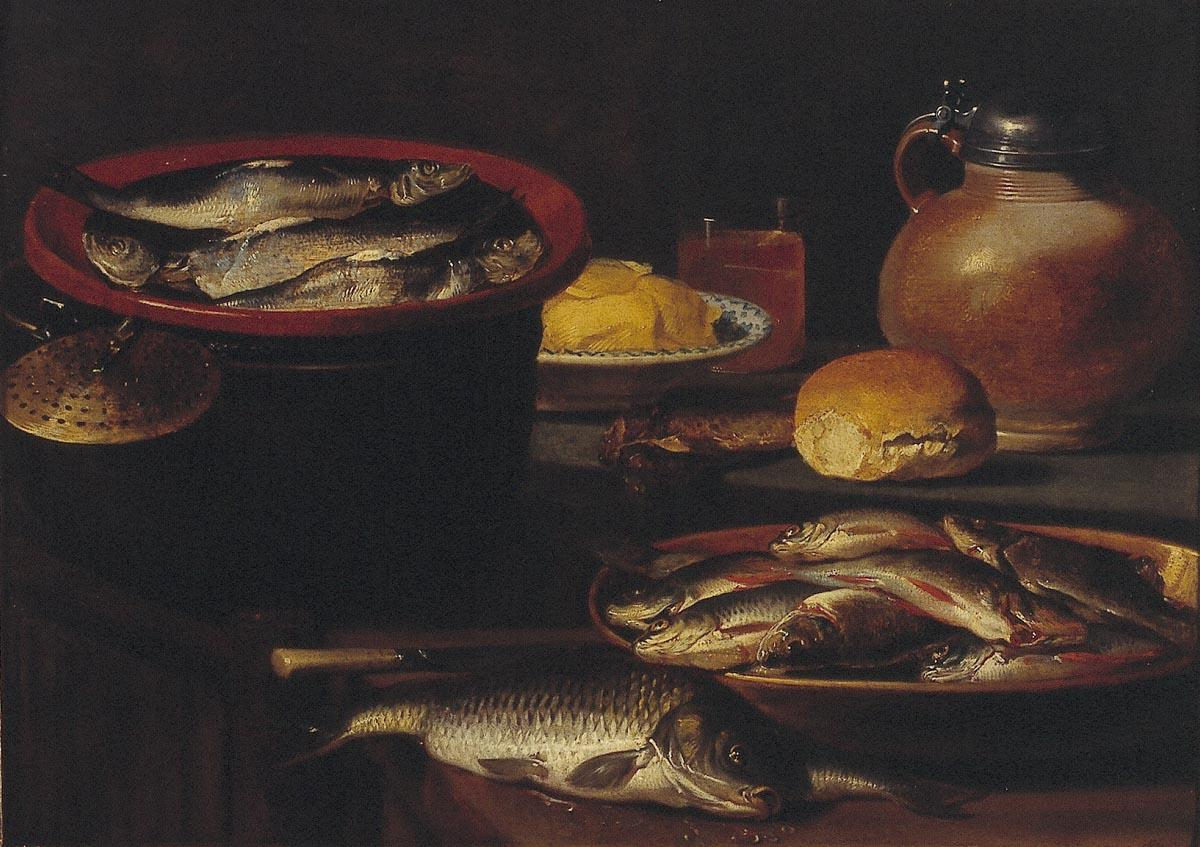
Natura morta con pesci e boccale

P.V. Plas noto anche come Pieter van de Plassen, P. van Dillen e con il monogramma P.V.P. (fl. 1630-1650) è stato un pittore fiammingo attivo a Bruxelles.

## Biografia
Poco si conosce di P.V. Plas. Potrebbe essere nato ad Alkmaar se può essere identificato con Pieter van de Plassen. P.V. Plas è noto soltanto per la sua attività a Bruxelles nel periodo dal 1630 al 1650 e fu un pittore di nature morte che dipinse nello stile fiammingo.
Viene spesso confuso con il pittore Pieter van der Plas e con Pieter van der Plas il Giovane. Pieter van der Plas era un ritrattista attivo a Bruxelles tra il 1610 e il 1650.